# Sehnsucht (film, 1990)
Pour les articles homonymes, voir Sehnsucht (homonymie).
Pour plus de détails, voir Fiche technique et Distribution.
Sehnsucht est un film dramatique est-allemand réalisé par Jürgen Brauer (de), sorti en 1990.

## Fiche technique
- Titre original : Sehnsucht
- Réalisateur : Jürgen Brauer (de)
- Scénario : Jürgen Brauer (de)
- Photographie : Jürgen Brauer (de)
- Montage : Erika Lehmphul
- Son : Gerhard Baumgarten, Wolfgang Staab, Konrad Walle
- Musique : Ralf Hoyer (de)
- Costumes : Christiane Dorst
- Maquillage : Kurt Adler, Deli Köthke
- Sociétés de production : Deutsche Film AG
- Pays de production :  Allemagne de l'Est
- Langue de tournage : allemand
- Format : Couleur Orwo - 1,66:1 - 35 mm
- Durée : 97 minutes (1h37)
- Genre : Drame
- Dates de sortie :
  - Allemagne de l'Est : 30 mai 1990

## Distribution
- Ulrike Krumbiegel (de) : Ena
- Ulrich Mühe : Sieghart
- Thomas Büchel (de) : Mathias
- Martin Trettau (de) : le grand-père
- Katharina Lind (de) : la mère d'Ena
- Benno Mieth (de) : Braschka
- Thomas Bading (de) : le 1er collègue
- Dieter Rutnowski : le 2(nd) collègue
- Wolfgang Kotissek : le 1er musicien
- Günter Wolfram : le 2(nd) musicien
- Werner Kreiseler : le père de Sieghart
- Manfred Thal : le frère de Sieghart
- Eva Schäfer (de) : l'hôtelière
- Lenka Noack : la chanteuse